# Edmund Galik
Edmund Galik (ur. 23 października 1866 w Jaworniku/Sanoczku, zm. 30 listopada 1942 w Jarosławiu) – polski prawnik, burmistrz Jarosławia i poseł do parlamentu wiedeńskiego oraz do Sejmu Ustawodawczego

## Życiorys
Syn Jana i Marii z domu Guzel. Ukończył szkołę średnią oraz Wydział Prawa Uniwersytetu Jagiellońskiego w Krakowie. Od października 1886 roku do września 1887 roku odbył jednoroczną służbę w 6. batalionie austriackiej artylerii polowej (ogniomistrz sekcyjny), 1890–1896 ppor. w 3. pułku artylerii polowej w Przemyślu, 1897–1908 w 17. i 34. pułkach obrony krajowej (Rudnik-Jarosław); w 1909 roku złożył stopień oficerski i wystąpił z obrony krajowej. Od 1900 do 1901 pełnił w Jarosławiu funkcję sekretarza, a od 1911 sędziego c.k. Sądu Powiatowego. W 1900 c.k. Sąd Krajowy wyższy powierzył mu kierownictwo c.k. Sądu Powiatowego w Pruchniku aż do stałego obsadzenia sędziego powiatowego w tym mieście. W 1901 otrzymał mandat radnego rady miejskiej(1901–1906, 1912–1934), a w 1905 roku rady powiatowej(1905–1918). Był posłem do austriackiej Rady Państwa XII kadencji (od 5 czerwca 1917 – do 28 października 1918), z okręgu wyborczego nr 67 (Jarosław-Pruchnik), mandat objął po rezygnacji Włodzimierza Kozłowskiego.
Poseł do Sejmu Ustawodawczego Rzeczypospolitej Polskiej. Mandat uzyskał dekretem Naczelnika Państwa z 28 listopada 1918 jako poseł z Galicji Wschodniej. Członek Klubu Pracy Konstytucyjnej. W 1918 objął stanowisko wiceburmistrza, a w latach 1920–1923 burmistrza i przewodniczącego Rady Miejskiej. W grudniu 1918 powołany na miejscowego Komisarza Wyborczego w okręgu 45. Zastępca przewodniczący dyrekcji Kasy Oszczędności m. Jarosławia (1906) i przewodniczący dyrekcji Kasy Oszczędności m. Jarosławia (1906–1928), naczelnik Sądu Powiatowego (1904–1917, 1919–1932). W wyborach w 1922 roku kandydował do Sejmu z listy państwowej nr 10 i do Senatu z listy nr 14. Radnym pozostał do 1934. W 1920 roku wybrany został do Rady Szkolnej okręgowej. W 1935 roku pełnił funkcję prezesa Urzędu Rozjemczego do spraw majątkowych. Był członkiem wydziału ścisłego Polskiej Organizacji Narodowej, a w późniejszym okresie członkiem BBWR. Zapisał się w dziejach miasta przede wszystkim jako wieloletni sędzia sądowy. Zmarł podczas II wojny światowej.

## Rodzina
Żonaty z Marią z domu Jasieńską mieli dwóch synów Stanisława(1907–1982) i Edmunda (1912–1980) oraz córkę Marię (1908–1942).